# 홋타 마사쓰네

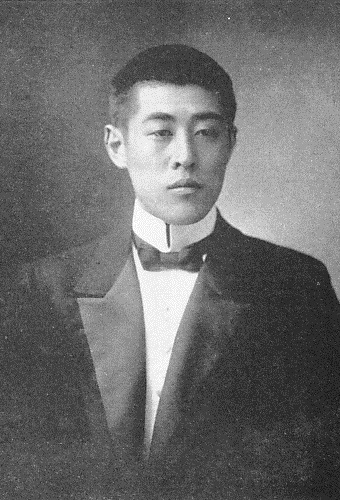
홋타 마사쓰네 백작

홋타 마사쓰네(堀田正恒)는 일본 제국의 정치인, 화족이다. 귀족원 백작의원. 옛 이름은 나베시마 나오오토(鍋島 直言)로서 친부는 (하스노이케)나베시마 나오토 자작으로 그의 차남이다.
노중 홋타 마사요시의 차남 홋타 마사토모 백작의 데릴사위로서 홋타 대로계의 당주가 되었다.
1915년 도쿄 제국 대학 법과대학 정치학과를 졸업하였고 동 대학원을 수료하였다.
| 전임 홋타 마사토모 | 제2대 (사쿠라)홋타 백작가 당주 1911년 ~ 1947년 | 후임 화족제도 폐지 |